# Hans von Wedemeyer
Hans Konrad von Wedemeyer-Pätzig (* 31. Juli 1888 in Schönrade; † 22. August 1942 in Stalingrad) war ein deutscher Großgrundbesitzer, Reserveoffizier und Staatsbeamter. Wedemeyer wurde vor allem bekannt als enger Mitarbeiter des Politikers Franz von Papen.

## Leben
Hans war das fünfte Kind des ostpreußischen Gutsbesitzers Max von Wedemeyer (1853–1905) und dessen Ehefrau Alice, geborene von Wedel-Gerzlow (1858–1928). Als Kavallerieoffizier im 3. Garde-Ulanen-Regiment der Preußischen Armee nahm er am Ersten Weltkrieg teil. Außer als Stabsoffizier wurde er zeitweise auch als Flieger verwendet. 1916 lernte Wedemeyer an der Westfront den preußischen Hauptmann Franz von Papen kennen. Von 1916 bis 1918 begleitete er Papen als dessen Ordonnanzoffizier nach Palästina, wo beide aufseiten der osmanisch-deutschen Verbände der Orientfront gegen die Briten kämpften und unter anderem Jerusalem besuchten.
Unmittelbar nach dem Krieg, am 18. November 1918, heiratete Wedemeyer die Gutsbesitzertochter Ruth von Kleist-Retzow (1897–1985) in Kieckow. Aus der Ehe gingen zwischen 1920 und 1936 sieben Kinder hervor, unter anderem der Sohn Maximilian (Max) sowie die Tochter Maria (1924–1977), die sich später mit dem Theologen Dietrich Bonhoeffer verlobte. Bonhoeffer hatte sie Ende 1942 bei der Trauerfeier für ihren im Oktober 1942 in Russland gestorbenen Bruder kennengelernt, den Bonhoeffer seinerzeit konfirmiert hatte.
In den 1920er-Jahren bewirtschaftete Wedemeyer sein Rittergut Pätzig bei Königsberg in der Neumark. Dieser Besitz Pätzig war mit den Vorwerken Neuhof und Karlshöh 1525 ha groß.  Wedemeyer war in führender Position im Stahlhelm-Kampfbund tätig. Von 1928 bis 1930 fungierte Wedemeyer als Gastgeber der Berneuchener Konferenzen der evangelischen Kirche, die auf seinem Gut tagten. Später wurde er deswegen zum Michaelsbruder und 1939 zum Ältesten des Konvents Nordosten bestimmt. Bereits 1924 trat Wedemeyer als Ehrenritter dem Johanniterorden bei.
Als Franz von Papen im Mai 1932 zum Reichskanzler ernannt wurde, berief er Hans von Wedemeyer zu seinem Berater. Gemeinsam mit Othmar Spann entwickelte Wedemeyer zu dieser Zeit Ideen für eine Verfassungsreform, die Papens konservativer Innenminister Wilhelm von Gayl umsetzen sollte. Im November 1932 übernahm Wedemeyer auch die Leitung von Papens persönlichem Büro. In dieser Eigenschaft führte er zunächst kurzzeitig das Büro des Reichskanzlers von Papen (bis Dezember 1932), dann einige Wochen lang das Büro des Privatmanns Papen (Dezember bis Ende Januar 1933) und schließlich – nachdem Papen am 30. Januar 1933 zum stellvertretenden Regierungschef in der Regierung Hitler berufen worden war – von Januar bis Mai 1933 das Büro des Vizekanzlers (Chef der Reichsvizekanzlei) Papen. Danach übergab Wedemeyer seinen Posten an den Oberregierungsrat Herbert von Bose.
Die Ernennung Adolf Hitlers zum Reichskanzler versuchte Wedemeyer Ende 1932/Anfang 1933 zu verhindern. Dass er trotz der Ernennung, an der Papen einen maßgeblichen Anteil hatte, weiterhin in dessen Dienst blieb, lag nach Christoph Weiling „wohl an der alten Freundschaft, die ihn an Papen band.“ Seine Ablehnung des Nationalsozialismus kleidete der fromme Christ Wedemeyer am 15. Mai 1933 in die Worte: „Heilig ist nur der alleinige Gott. Reichsadler und Hakenkreuz sind nicht heilig.“ Später sind folgende Worte im Hinblick auf den Zweiten Weltkrieg von ihm überliefert: „Wir leben in des Teufels Gasthaus, und wenn wir den Krieg gewinnen, kommen wir nie mehr heraus.“
1936 wurde Wedemeyer in einem „Ehrengerichtsverfahren“ angeklagt, weil er sich der Vernachlässigung seiner sozialen Pflichten gegenüber den auf seinen Gütern lebenden Bauern schuldig gemacht habe, wurde jedoch 1937 im Berufungsverfahren freigesprochen. Am 1. September 1939 wurde Wedemeyer als Rittmeister der Reserve der Ersatz-Reiterschwadron zum Kriegsdienst eingezogen. Aus Verzweiflung über die Kriegführung in Russland verließ er im August 1942 seine Stellung als Ic der Heeresgruppe B. Er meldete sich freiwillig zu einem Frontkommando, fiel als Oberstleutnant der Reserve bereits am 22. August beim Angriff auf Stalingrad und wurde auf dem Soldatenfriedhof in Kissljakoff bei Stalingrad beerdigt.
Wedemeyers Witwe verfasste später ein privates Erinnerungsbuch über ihren toten Mann für ihre Kinder, das 1990 von Horst-Klaus Hofmann als Kopie in den Beständen des Klosters Kirchberg entdeckt und 1993 von Peter Zimmerling und Wedemeyers Sohn Peter von Wedemeyer unter dem Titel In des Teufels Gasthaus veröffentlicht wurde. Seine Tochter Werburg schrieb die Geschichte ihrer Kindheit auf dem Rittergut Pätzig, die 2003 unter dem Titel "Flieg, Maikäfer, flieg" veröffentlicht wurde. Zudem wurde 2023 ein zweites Buch von Werburg Doerr über die Flucht aus Pätzig nach Westdeutschland veröffentlicht.